# 赤嶺誠一
赤嶺 誠一（あかみね せいいち、1920年5月14日 – 1995年7月18日 赤嶺至冠 や Yoshitaka Akamine としても知られる）は 日本の剛柔流空手家。芸術空手の先駆者で南アメリカをはじめアメリカ、スペイン、オーストラリアなどさまざまな国で活動し、健心空手道場を主宰した。この学校は、世界の一部では健心流または史観流とも呼ばれている。赤嶺は、南米に来る最も空手の指導者の一人で大日本武徳会八段であり、南米で最初の剛柔流師であった。

## 若いころ
赤嶺は1920年5月14日に沖縄県那覇市泉崎で生まれる。彼は6人の兄弟の末っ子であり、武士であった父方の祖父の下の子として武術の訓練を始める（兄弟の中では武道を嗜んだのは唯一であった）。以降、花城長茂、屋部憲通および喜屋武朝徳のもと首里で手 (沖縄武術)を修行し、その後宮城長順に出会い、剛柔流に専念する。   

## 空手
剛柔流の中で、赤嶺が最も影響を受けたのは比嘉世幸（宮城の高段弟子の1人）と泉川寛喜である。 彼は泉川の下16歳で初段昇進し剛柔流黒帯、18歳で二段および三段昇進。
比嘉の下、22歳で四段に昇進 し、赤嶺も、上地寛文の上地流スタイル、比嘉世幸専武館スタイル、玄制流のスタイルと古武道（主に又吉眞光の下）など、さまざまな術を学んでいく。 
赤嶺はまた、他の様々な日本の武道を学び、拳法を学ぶために中国の福建省を旅した。  
第二次世界大戦中、赤嶺は日本海軍の電信オペレーターとしてフィリピンに出征。戦後、静岡県伊東市に定住した。 彼は大学で解剖学と生理学の研究を続け、以前に学び始めた治癒芸術の知識をさらに深めたいと考えていた。  
そのころ、赤嶺も道場を開いて「史観館」と呼んだ。学校の名前にちなんで、赤峰「史観」として知られるようになり、また赤峰よしたかとも呼ばれるようになった。 フェルナンド・プリエトによると、学校は Ken-Shin-Kan（健心館）として設立されたが、当時同じ名前の別の武道学校があったため、名前を変更する必要があったもの。1954年10月には、日本空手協会（松濤館）として日本テレビの番組で空手を披露。

## 南アメリカ
1955年または1957年に、赤嶺は大日本武徳会により八段に昇格。1957年または1958年に、彼は家族とのよりよい生活を求めて国に武道を導入するためにブラジルに移る。彼は農民として働き始め、伝えられるところによると、パラナで武道を教えるための初期の試みは学生らの経済事情のために失敗したという。 彼は1959年にサンパウロでブラジル空手道協会を設立したが、推定1,000人の学生がいたにもかかわらず、道場は失敗した。 報道によると、彼はスポーツ空手のその増加を重視する者との不一致への関連から、または政治的な理由のために潰されたとしている。  
1962年または1968年に、情報源に応じて、ケンシンカンという新しい学校を設立した。プリエトは、学校は商標の侵害を避けるためにブラジルではケンインカンと名付けられたと主張しているが、ケンシンカンとも呼ばれていた。 プリエトによれば、ケンシンカンのウルグアイ支部は1962年に設立され、1966年以降チリとホンジュラスに拡大し、1971年から、空手を教えることに加えて、赤嶺はマッサージ療法を求める患者を受け入れた。 設立以来、学校はアルゼンチンのほかにパラグアイ、アメリカ合衆国、スペインとオーストラリアへと広がっている。

## その後の人生
1988年、赤嶺はウルグアイ支部に独立するよう指示し、その後ブラジル支部の指導者を義理の息子である大城秀加に譲った。 赤嶺と妻のシズコには6人の子供がいた。軍関係者のハルヒコ、大学教授のカルロス・タケオ、主婦（大城と結婚）のルシアヒサコ、土木技師のイクヨ、栄養士のマーサ・マッサヨなど。熱心な数秘術者である赤嶺は、九段または十段への昇進の申し出を決して受け入れなかったと伝えられている。
赤嶺は1995年7月18日にサンパウロで妻と子供たちに見守られて亡くなる。彼の所持品のいくつかはブラジルの博物館に展示されており、ウルグアイには彼に捧げられた記念室がある。